# Canal Català
Canal Català fou un grup de comunicació audiovisual amb seu a Sant Just Desvern (Baix Llobregat) que va emetre entre el 2005 i el 2014. El grup agrupava diferents televisions locals que emetien franges de programació sindicada. El conseller delegat del grup era Nicola Pedrazzoli, Ferran Cera el director fundador fins a obtenir les llicències de TDT l'any 2006, Marta Polo del 2007 al 2009 i Núria Codina (2009-2014).

## Història
Canal Català TV neix l'11 de setembre de 2005, Diada Nacional de Catalunya, impulsat per Ferran Cera, que proposa a 13 televisions de diferents demarcacions, locals privades i independents de Catalunya unir-se sota un mateix nom per produir conjuntament, rebaixar costos, ampliar la zona de cobertura i millorar la qualitat de la programació de les televisions per fer el pas a la televisió digital terrestre.
El 18 de juliol de 2006 i en el marc d'adjudicació dels canals de televisió digital terrestre local el grup va aconseguir 13 llicències, la majoria de les quals no pertanyen directament a Canal Català sinó a televisions associades a la seva xarxa per rebaixar costos i ampliar la cobertura.
A finals del 2011 va iniciar negociacions amb Emissions Digitals de Catalunya per llogar-li una de les llicències de TDT, amb voluntat d'esdevenir un canal d'àmbit nacional, tot i que aquesta opció va tenir problemes amb el Consell de l'Audiovisual de Catalunya. Però pocs mesos després, l'1 de juny de l'any següent, Carlos Fuentes, al programa Catalunya opina va anunciar que el canal desapareixia, tot i que Nicola Pedrazzoli, conseller delegat del canal, va afirmar posteriorment que no tancava i ho va al·ludir a «un error complet de la tensió».
Al maig del 2012 va tancar Canal Català Tarragona, fet que va lamentar tant el Col·legi de Periodistes com el Sindicat de Periodistes. Dies després va reprendre el programa Tarragona Opina, que finalment també va deixar d'emetre el 4 de desembre del 2012.
El 26 de juny del 2012, segons el BOE, l'empresa Publicitat i Comunicació del Vallès SL va absorbir Smile Advertising, SL, Vallès Serveis de Televisió SL, Mediacat'06 SLU, Canal Català SLU, Televisió de Lloret SLU, Produccions de la Llum SLU, i Tarraco Visió SLU.
El Punt Avui Televisió va arribar a un acord amb Canal Català el febrer de 2014 pel qual arrendava les seues llicències de televisió, i engegaria una nova programació a finals d'aquell trimestre., amb el consentiment del CAC.

## Direcció
- Ferran Cera, impulsor i fundador (2005-2006)
- Marta Polo[16] (2007-2009)
- Núria Codina (2009-2014)

## Televisions

Cobertura comarcal de TDT de Canal Català TV, any 2010

### Xarxa de televisions
- Canal Català Andorra
- Canal Català Anoia
- Canal Català Barcelona
- Canal Català Empordà
- Canal Català Girona Pla
- Canal Català la Selva
- Canal Català Lleida, acord per emetre conjuntament amb La Manyana TV.[17][18][19]
- Canal Català Osona
- Canal Català Pirineu
- Canal Català Tarragona
- Canal Català Vallès
- Canal Català Vallès Oriental

Canal Català també té previst emetre en territori occità:
- Canal Català Aran
- Canal Català Ebre, acord per emetre la programació de Teveon.[20]
- Canal Català Central

## Programació

### Programes
- Aixecant el país (2012).
- Catalunya opina, debat sobre política presentat per Carlos Fuentes.[3]
- Defensa pròpia (2012), tertúlia política presentada per Miquel Murga.
- En confiança (2012), dirigit i presentat per Josep Puigbó.
- La ronda, debat futbolístic presentat per Albert Lesán.
- Pericos online, programa esportiu presentat per Francesc Via.
- Xerrades inesperades (2012).

- A casa mai no ho faríem (2010), programa de zàping.
- Astro TV
- Benestar i salut, programa de salut.
- Catalunya total (2010), programa en directe des de diferents punts de Catalunya, presentat per Germán Ramírez.
  - Catalunya Beach (2010), nom del programa a l'estiu, centrat en els pobles del litoral.
- Condició femenina, programa dedicat al públic femení.
- Estat de xoc
- KAOS, programa de zàping.
- La nit Leb, programa de bàsquet.
- La Santa Missa, programa religiós.
- L'enfant terrible, debat polític.
- Objectiu Aída (2009), reportatges en directe.[3]
- Opina amb Josep Puigbó, programa de tertúlia.
- Per a llogar-hi cadires, debat polític presentat per Marta Polo.[3]
- Piscina comunitària, programa d'humor.
- Tot va bé
- Tu denuncies, programa de denúncia ciutadana.
- Vostè té la paraula (2010 - 2012), un polític convidat ha de contestar les preguntes dels espectadors.
- Working (2009), programa d'esquetxos.

### Sèries
Canal Català també va emetre diverses sèries:
- 7 vidas[3]
- Al salir de clase
- Carson&Carson Advocats
- El comisario
- Escenas de matrimonio[3]
- Estació d'enllaç
- Hospital Central, alguns episodis doblats al català.[21]
- La que se avecina
- Motivos personales
- Sopa boba
- Todos los hombres sois iguales